# Selección de rugby league de Alemania
La Selección de rugby league de Alemania representa al país en competiciones de selecciones nacionales de rugby league. 
Está afiliado a la Rugby League European Federation. 

## Palmarés
Europeo División B
- Campeón (2): 2006, 2011

## Participación en copas

#### Copa del Mundo de Rugby League
- no ha clasificado

#### Campeonato Europeo A
- no ha clasificado

#### Campeonato Europeo B
- 2006 : Campeón[1]
- 2007 : 2° puesto
- 2008 : 2° puesto
- 2009 : 3° puesto
- 2010 : 2° puesto
- 2011 : Campeón[2]
- 2012/13 : 4° puesto

#### Campeonato Europeo C
- 2018/19 : 2° puesto grupo norte